# Vlado Tritchkov
Pour le village homonyme, voir Vlado Tritchkov (village).
Vlado Tritchkov, de son nom entier Vlado Yosifov Tritchkov, est un membre du BKP et du BRP (k). Il participe au mouvement de résistance communiste pendant la Seconde Guerre mondiale. Il fait partie de l'équipe principale de NOVA et est commandant de la première zone opérationnelle des insurgés de Sofia de NOVA. Le village de Vlado Trichkov, municipalité de Svoge, région de Sofia, porte son nom.

## Biographie
Vlado Tritchkov est né le 14 mars 1899 dans la ville de Tran. Membre du BKP (1919), il est inclus dans son organisation militaire. Il participe à la préparation de l'Insurrection du 23 septembre 1923. Il est condamné à mort en vertu du code pénal en 1925, mais sa peine est commuée en réclusion à perpétuité. Il est envoyé à la prison de Sliven pour purger sa peine. Après l'amnistie, en 1936, il émigre en URSS. Là-bas, il est diplômé d'une école militaire. Il participe ensuite à la guerre civile en Espagne (1936–1939).
Durant la Seconde Guerre mondiale, il participe au mouvement de résistance communiste et est interné au camp Gonda Voda. Il est membre du personnel principal de NOVA. Il maintient une liaison avec l'UNOA et les missions militaires britanniques du Major Mostyn Davies et du Major Frank Thompson. À partir de septembre 1943, il est le commandant de la première zone opérationnelle des insurgés de Sofia de NOVA. Partisan de la Deuxième Brigade populaire de libération de Sofia.
Après la bataille de Batulia, il se détache d'un groupe de partisans. Il est tué le 4 juin 1944 dans une fusillade avec la police près du village de Gorno Kamartsi, dans la municipalité de Pridrop. Par arrêté du ministre de la guerre du 11 septembre 1944, il est promu à titre posthume au grade militaire de lieutenant général.